# Мар'ян Кукель
Маріан Влодзімєж Ку́кель (пол. Marian Włodzimierz Kukiel; 15 травня 1885, Домброва-Тарновська, Галичина — 15 серпня 1973, Маблдон, Англія) — генерал дивізії Війська Польського, військовий історик, громадський діяч, політик, Лицар Командор Ордена Лазні.
Псевдонім: Марек Конколь (пол. Marek Kąkol).

## Біографія
Маріан Влодзімеж Кукель народився 15 травня 1885 року в місті Домброва-Тарновська в Галичині. Батько — ветеран Січневого повстання 1863—1864 років, адміністративний чиновник, громадський діяч Адольф Юзеф Кукель (пол. Adolf Józef Kukiel). Мати — Олена Срочинська (пол. Helena Sroczyńska), донька Маріана Антонія (пол. Marian Antoni Sroczyński), учасника Краківського повстання 1846 року, члена Національного Комітету Галичини .
Навчався у гімназії у Тарнові, був членом нелегального соціалістичного гуртка, організованого Карлом Радеком . У 1903 році закінчив гімназію і розпочав навчання в Університеті Франца Йосипа у Львові. З гімназичних років залучений до революційної та визвольної діяльності. Діяч львівського товариства філоматів (пол. Organizacja Promienistych) та Організації Непрощених.
Наприкінці 1905 року був заарештований і посаджений у в'язницю в Пйотркуві-Трибунальському . У 1908 році у Львові спільно з Мечиславом Дабковським, Владиславом Сікорським, Казімежем Соснковським та Юзефом Пілсудським заснував Спілку активної боротьби, а в 1910 році — Спілку стрільців. У цей час навчався і займався наукової діяльністю. У 1909 році отримав науковий ступінь доктора філософії на факультеті філософії Університету Франциска Юзефа у Львові. У роки першої світової війни служив у 1-й бригаді Польських легіонів та Збройних сил Польщі . У 1917 році закінчив Військовий курс офіцерів Генерального штабу.
31 серпня 1917 року став першим комендантом Школи підхорунжих в Оструві-Мазовецькій . На цій посаді розпочав службу у Війську Польському .
У радянсько-польській війні керував 51-м піхотним полком, а згодом XXIV бригадою піхоти.
Наприкінці вересня 1920 року прийняв посаду заступника шефа відділу III Міністерства військових справ. Йому підпорядковувалися спершу історико-оперативна секція, після історико-оперативний відділ, які організовували, контролювали та відповідали за напрямок дослідницьких робіт. 1 січня 1923 року призначений шефом Військового історичного бюро Генерального штабу, причому одночасно з цим — у січні 1923 року — за власним проханням був направлений на курси для вищого командного складу при Вищій військовій школі. Після чого прийняв посаду командувача 13-ї піхотної дивізії, розташованої в Рівному . 27 січня 1925 року повернувся на посаду шефа Військового історичного бюро і продовжував керувати його справами до травневого перевороту 1926 року .
У вересні 1926 року відсторонений від служби, а з 31 січня 1930 року — у відставці.
Став осадником у колонії Орле Гніздо № 16 (Молодків, гміна Бялозурка, Кременецький повіт) .
Займався науковою діяльністю в Ягеллонському університеті (професор військової історії), де 25 червня 1927 року захистив докторську дисертацію. У 1930 року був призначений директором Музею Чарторийських у Кракові. Належав до Варшавського наукового товариства (1923 — дійсний член) та Польської Академії мистецтв (1932 — член-кореспондент, 1937 — дійсний член).
У серпні 1939 року зголосився добровольцем до армії, проте службового призначення не отримав. Після початку Другої світової війни в ході Вересневої кампанії брав участь в обороні Львова. Восени 1939 року перебрався до Франції, де в жовтні був призначений генералом Владиславом Сікорським на посаду заступника міністра військових справ. Перебував на цій посаді до 26 липня 1940 року . Після евакуації Війська Польського до Великої Британії виконував обов'язки командира Польських таборів та відділів у Шотландії, перейменованих 28 вересня 1940 року на 1-й Польський корпус. Командував 1-м Польським корпусом. 24 вересня 1942 року призначений міністром народної оборони. На цій посаді ніс службу до 1949 року. 16 квітня 1943 року, отримавши повідомлення німецького уряду про розслідування факту розстрілів польських офіцерів у Катині, видав комюніке про ці події на адресу Міжнародного Червоного Хреста, в якому прозвучало: «Ми звикли до брехні німецької пропаганди і розуміємо мету її недавніх відкровень. Але через детальну інформацію, дану німцями… виникла необхідність, щоб виявлені загальні могили були піддані обстеженню і факт підтверджений відповідним міжнародним органом, таким, як орган Червоного Хреста» . Це комюніке стало основною причиною розриву відносин між урядом Польщі у вигнанні та урядом СРСР .
Після загадкової загибелі в авіакатастрофі Владислава Сікорського виконував його обов'язки головнокомандувача військ уряду Польщі у вигнанні .
Після закінчення війни залишився на еміграції. Один із засновників Історичного інституту імені генерала Сікорського, став його директором. У 1946 році заснував політичний часопис «Відомості». З 1965 року — голова правління Інституту Польського та Музею імені Сікорського. Ініціатор та один із засновників Польського наукового товариства на чужині, Польського університету на чужині та Польського історичного товариства, президентом якого його обрали в 1970 році .
Помер 15 серпня 1973 року в лікарні Мейблдона, куди був доставлений після поранення, отриманого в дорожньо-транспортній пригоді .
Був похований на римо-католицькому цвинтарі Святої Марії у Кенсал-Грін у Лондоні поруч із дружиною Станіславою.

### Звання
- капітан — жовтень 1915
- майор — 1 жовтня 1918
- полковник — травень 1919
- генерал бригади — 1 липня 1923
- генерал дивізії — 3 травня 1940

### Нагороди
- Срібний хрест ордену «За військову звитягу»
- Командорський хрест ордена Відродження Польщі
- Хрест Хоробрих — чотириразово
- Золотий Хрест «За заслуги» з Мечами

## Твори
- Bitwa warszawska, Warszawa: Polski Instytut Wydawniczy 2005(пол.)
- Dzieje oręża polskiego w epoce napoleońskiej 1795—1815, Poznań: Zdzisław Rzepecki i Ska 1912(пол.)
- Dzieje polityczne Europy od rewolucji francuskiej 1789—1921, Лондон: Puls 1992(пол.)
- Dzieje Polski porozbiorowe, Лондон: Puls 1993(пол.)
- Generał Sikorski : żołnierz i mąż stanu Polski walczącej, Szczecin: Suplement 1981(пол.)
- Książę Adam, Warszawa 1993.(пол.)
- Od Wielkiej Rewolucji do wojny światowej, Poznań: Kurpisz 1999(пол.)
- Sprawa katyńska, «Więź» 1989 nr 6(пол.)
- Maciejowice, Краков 1929(пол.)
- Moja wojaczka na Ukrainie, wiosna 1920 : dziennik oficera Sztabu Generalnego, Warszawa: Wojskowy Instytut Historyczny, 1995; Pruszków: «Ajaks», 1995 ISBN 83-85621-74-1(пол.)
- Wojna 1812 року, Poznań : Kurpisz 1999(пол.)
- Wojny Napoleońskie, Warszawa: Kurpisz 1927(пол.)
- Zarys historii wojskowości w Polsce , : Kurpisz, Poznań 2006(пол.)

- Комуна 71 року: Коротка історія повстання паризьких робітників у 1871 р // Марек Конколь [псевд.]. — СПб.: Промінь, 1906 — 32 с. [кілька перевидань у 1918—1921 рр.]. ]

## Галерея

1915 1915
1918 1918
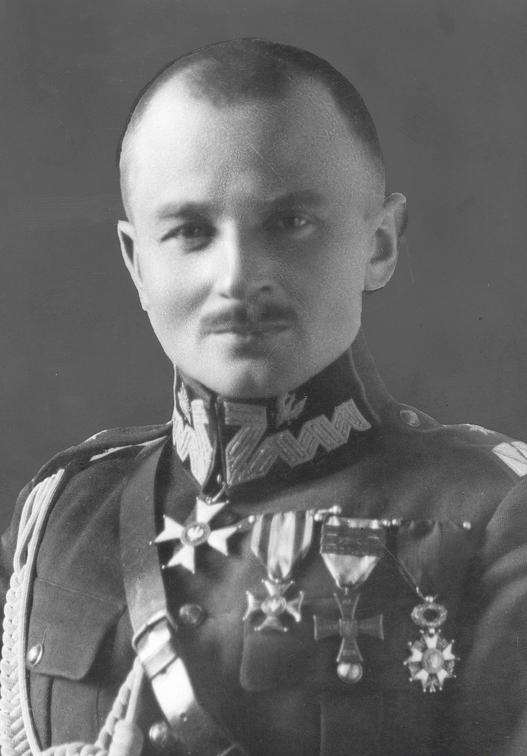
1925—1926

- Файл:Kukiel marian.jpg
- Файл:Marian Kukiel 3.JPG